# 永利勇吉
永利 勇吉（ながとし ゆうきち、1920年12月9日 - 1962年6月27日）は、福岡県出身のプロ野球選手（外野手・捕手）、野球解説者。

## 来歴・人物
嘉穂中学から立教大学へ進み、野球部へ入部。当初は外野手だったが、捕手難だったため、1942年の春季リーグ前に捕手へコンバートされた。同年の春季リーグでは打率.500で首位打者を獲得した。
その後、社会人野球の強豪チームの星野組で荒巻淳らと共に都市対抗野球大会でプレーし、第19回都市対抗野球大会では本塁打2本を放ちこの大会チームは準優勝。永利は久慈賞を受賞した。
1948年に阪急ブレーブスに入団。1950年に宇高勲に引き抜かれ西日本パイレーツへ移籍となる。同年は開幕から5番・左翼手を務めたが、シーズン途中に関口清治と守備位置を交換し、3番・右翼手に定着した。シーズン終了後、西日本の解散に伴い、西鉄ライオンズへ移籍。51年こそレギュラーとしてプレーしたが、翌年以降は大下弘の加入で出場機会が減り、関口清治、塚本悦郎らとの競争で準レギュラーに留まる。1954年には捕手にコンバートされるが、1955年に引退した。
その後、九州朝日放送（KBC）野球解説者・日刊スポーツ野球評論家（1958年から）として活動していたが、1962年6月27日午前0時50分、福岡市博多区東領町2丁目の国鉄鹿児島本線博多－竹下間の6号踏切東60ｍの地点で、通行中の貨物列車（鳥栖発門司操車場行き）に飛び込み自殺した。
当時、野球評論を担当していた日刊スポーツの原稿用紙に書かれた遺書には「能力もなく忘れられるばかりで浮かびあがるとしてもますますあせって浮かびあがれない」などと書かれていた。現役中だった1952年8月9日にも薬物による自殺未遂を起こし、20日間の謹慎処分を受けている。満41歳没。
死の直前の6月21日には、西鉄VS南海（平和台球場）のラジオ中継の解説、22日にはラジオ番組に出演したばかりだったという。

## 詳細情報

### 年度別打撃成績
| 年 度     | 球 団     | 試 合 | 打 席 | 打 数 | 得 点 | 安 打 | 二 塁 打 | 三 塁 打 | 本 塁 打 | 塁 打 | 打 点 | 盗 塁 | 盗 塁 死 | 犠 打 | 犠 飛 | 四 球 | 敬 遠 | 死 球 | 三 振 | 併 殺 打 | 打 率 | 出 塁 率 | 長 打 率 | O P S |
| --------- | --------- | ----- | ----- | ----- | ----- | ----- | -------- | -------- | -------- | ----- | ----- | ----- | -------- | ----- | ----- | ----- | ----- | ----- | ----- | -------- | ----- | -------- | -------- | ----- |
| 1948      | 阪急      | 19    | 48    | 42    | 4     | 10    | 1        | 0        | 1        | 14    | 8     | 0     | 0        | 0     | --    | 6     | --    | 0     | 13    | --       | .238  | .333     | .333     | .667  |
| 1949      | 阪急      | 78    | 172   | 157   | 13    | 36    | 3        | 2        | 2        | 49    | 17    | 0     | 0        | 0     | --    | 14    | --    | 1     | 33    | --       | .229  | .297     | .312     | .609  |
| 1950      | 西日本    | 132   | 582   | 497   | 90    | 151   | 20       | 12       | 21       | 258   | 80    | 15    | 10       | 0     | --    | 82    | --    | 3     | 54    | 14       | .304  | .405     | .519     | .925  |
| 1951      | 西鉄      | 90    | 320   | 262   | 40    | 77    | 11       | 7        | 14       | 144   | 45    | 7     | 7        | 1     | --    | 53    | --    | 4     | 41    | 4        | .294  | .420     | .550     | .970  |
| 1952      | 西鉄      | 75    | 280   | 238   | 33    | 52    | 5        | 5        | 9        | 94    | 31    | 6     | 5        | 1     | --    | 36    | --    | 5     | 42    | 3        | .218  | .333     | .395     | .728  |
| 1953      | 西鉄      | 94    | 307   | 265   | 32    | 58    | 7        | 8        | 4        | 93    | 20    | 3     | 8        | 1     | --    | 39    | --    | 2     | 41    | 4        | .219  | .324     | .351     | .674  |
| 1954      | 西鉄      | 90    | 250   | 211   | 26    | 39    | 7        | 1        | 3        | 57    | 20    | 4     | 0        | 1     | 1     | 35    | --    | 2     | 36    | 3        | .185  | .306     | .270     | .577  |
| 1955      | 西鉄      | 75    | 161   | 147   | 13    | 27    | 4        | 0        | 5        | 46    | 13    | 1     | 0        | 0     | 1     | 11    | 1     | 2     | 29    | 1        | .184  | .250     | .313     | .563  |
| 通算：8年 | 通算：8年 | 653   | 2120  | 1819  | 251   | 450   | 58       | 35       | 59       | 755   | 234   | 36    | 30       | 4     | 2     | 276   | 1     | 19    | 289   | 29       | .247  | .352     | .415     | .767  |

- 各年度の太字はリーグ最高

### 背番号
- 4 （1948年 - 1949年）
- 27 （1950年）
- 25 （1951年 - 1953年）
- 10 （1954年 - 1955年）

## 関連情報

### ラジオ出演
- KBCホークスナイター - KBCラジオのプロ野球中継の現行タイトル。

### テレビ出演
※KBC解説者時代（1959 - 1962）のテレビキー局系列におけるプロ野球中継の現行タイトル（当時は、フジテレビ系・NETテレビ〔現：テレビ朝日〕系のクロスネット局だった。現在は、テレビ朝日系シングルネット）。
- BASEBALL SPECIAL〜野球道〜 - フジテレビ系列（1964年10月1日付で、福岡県のフジ系列局はKBCテレビからテレビ西日本へ移行）
- スーパーベースボール - NETテレビ系列